# Namco System 1
La Namco System 1 fue el primera placa de 16-bit usada por Namco que debutó en 1987. Fue una importante mejora del anterior Namco System 86
Procesadores:
- CPU principal: Motorola 6809 @ 1.536 MHz
- CPU de sonido: Motorola 6809 @ 1.536 MHz
- Sub/Graphics CPU: Motorola 6809 @ 1.536 MHz
- MCU: Hitachi HD63701 @ 1.536 MHz

Video: 
- Resolución: 228x224 (36x28 tiles)
- 3 scrolling 64x64 tilemapped playfields
- 1 scrolling 64x32 tilemapped playfields
- 2 fixed 36x28 tilemapped playfields

Sonido:
- Yamaha YM3012 2 channel 8-bit DAC for voice
- Namco custom 8 channel 4-bit PSG for sound effects.
- Yamaha YM3012+YM2151 FM chip for music

Colores:
- 3 24-bit programmable RGB palette tables, 8 bits per color as follows
- 127 16-color entries for the sprites,
- 8 256-color entries for the playfields,
- 8 256-color entries for the playfields shadow/highlight effects.

## Lista de juegos de System 1
- Yokai Douchuuki  (1987) - Primer juego de 16-bit de Namco
  - Shadowland (Version de Estados Unidos)
- Dragon Spirit (1987)
- Blazer (1987)
- Quester (1987)
- Pac-Mania (1987)
- Galaga '88 (1987)
- World Stadium (1988)
- Berabow Man (1988)
- Marchen Maze (1988)
- Bakutotsu Kijūtei (1988) - secuela de Baraduke
- World Court (1988)
- Splatterhouse (1988)
- Face Off (1988)
- Rompers (1989)
- Blast Off (1989)
- World Stadium '89 (1989)
- Dangerous Seed (1989)
- World Stadium '90 (1990)
- Pistol Daimyo no Bōken (1990)
- Souko Ban Deluxe (1990)
  - Boxy Boy(Version de Estados Unidos)
- Puzzle Club (prototype) (1990)
- Tank Force (1991)